# Комаров, Федот Емельянович
Федот Емельянович Комаров (1887—1951) — русский советский писатель, печатался под псевдонимами: Крестьянский, Петр; Пьер П—ский; Яровой, П.; Пётр Яровой.

## Биография
Родился в с. Озёрки Самарской губернии (ныне Чердаклинский район Ульяновской области) в марте 1887 года, в семье безземельных крестьян. Начальное образование получил в церковно-приходской школе.
Учился вместе с будущим писателем А. С. Неверовым в Озёрской второклассной учительской семинарии, затем в течение 11 лет работал учителем в сёлах Самарской губернии.
Переехав в Самару, работал библиотеке.
С 1918 по 1921 год был секретарём издательства политотдела, сотрудничал в РОСТА, работал цензором, вместе с А. Я. Дорогойченко издавал журнал «Красная Армия».
Публиковался с 1913 года, автор пьес и очерков, стихов и рассказов. Повесть о жизни детей-сирот «Кубический памятник» (1927) была высоко оценена А. М. Горьким.
С конце 1921 года жил и работал в Москве, много писал и публиковал: повести «Степные маяки» (1922), «Домна» (1922), «Гнев одиннадцати» (1922), «Взгляд прощающий» (1923), «Слепой бунт» (1924), «На острие ножа» (1924), «Марк Миколайчев» (1926), «На большой дороге» (1928), «Инженер Долматов» (1928), романы «Логика жёлтого солнца» (1923—1924), «Жизнь цветёт» (1930) и др.
Выступал и как мемуарист — журнале «Волжская новь» (1940, № 10) были опубликованы воспоминания «Человек, художник», посвящённые другу детства, писателю А. С. Неверову.
Темой литературного творчества Ф. Е. Комарова была, преимущественно, жизнь села, сельской интеллигенции, события революционных лет в Поволжье.
Скончался 28 сентября 1951 года в Москве.

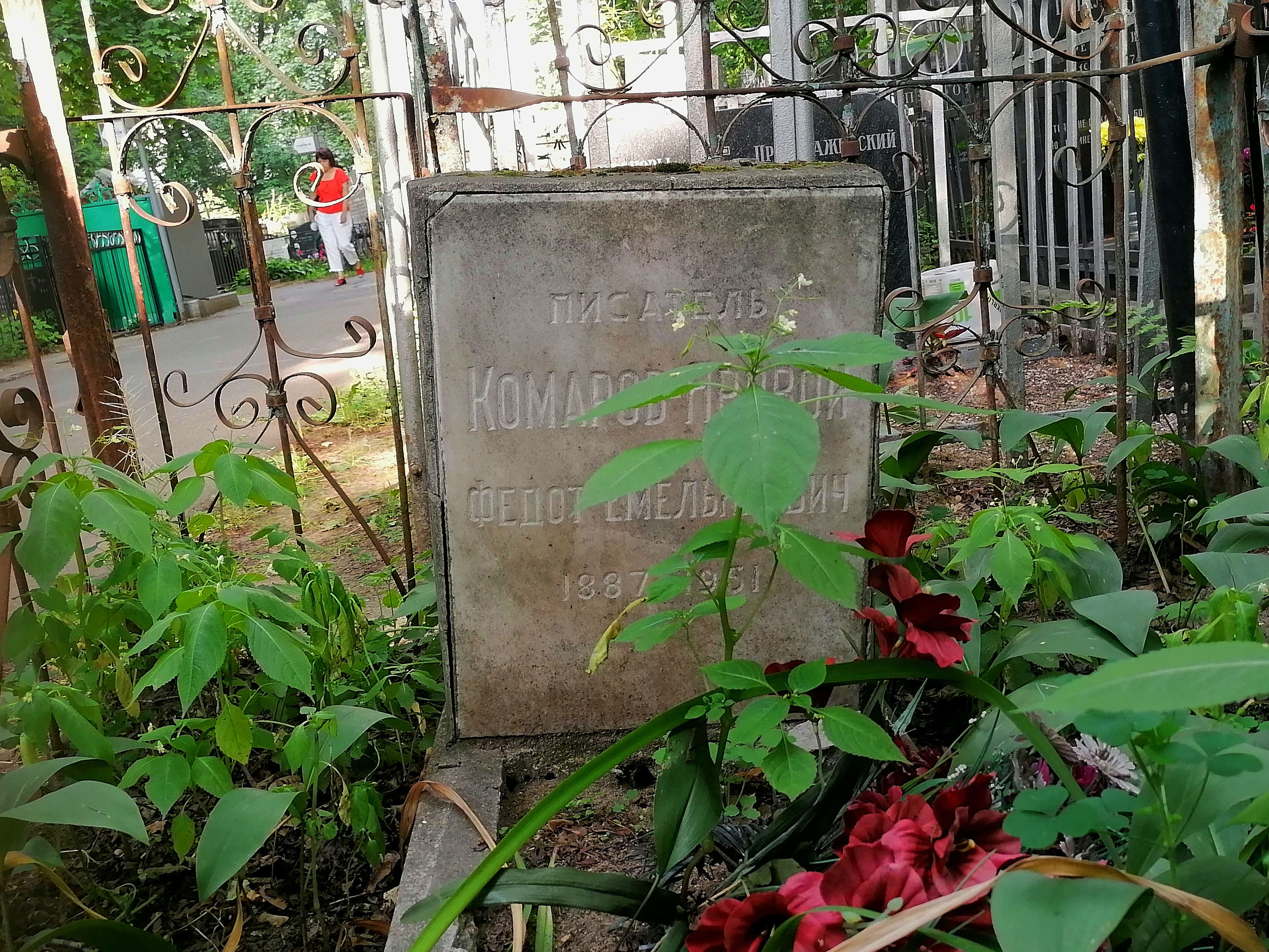
Могила Ф. Комарова

Похоронен на 34 участке Ваганьковского кладбища в Москве.